# Hoatzín
L'hoatzín (Opisthocomus hoazin) és una espècie particular d'ocell tropical que habita les zones pantanoses que envolten el riu Amazones i Orinoco a Sud-amèrica.

## Descripció
Té les dimensions d'un faisà, però és molt més esvelt; té el coll i la cua més llargs i té el cap petit. Té la cara blava sense plomes i els ulls vermells, i al cap té una cresta serrada. Té una capacitat limitada de volar.

## Taxonomia
La classificació d'aquest ocell ha estat molt controvertida. L'hoatzín va ser descrit pel zoòleg alemany Statius Müller el 1776 amb el nom científic de Phasianus hoazin, dins els gal·liformes. Més tard, diferents autors l'han inclòs a diferents ordres. Sibley i Monroe el van incloure a l'ordre dels cuculiformes, com un parent dels neomorfins. Un estudi de 2014 relacionà aquest ocell amb Caradriformes i Gruiformes. Treballs posteriors mostren que l'hoatzín, per ell a soles, representa un dels llinatges més antics entre els ocells.

Avui es classifica con una espècie monotípica, l'única del gènere Opisthocomus Illiger, 1811, de la família dels Opistocòmids (Opisthocomidae, Swainson, 1837) i de l'ordre dels Opistocomiformes (Opisthocomiformes L'Herminier, 1837).

## Hàbits
L'hoatzín es menja les fulles i els fruits de les plantes que creixen en els pantans en què viu. Una de les moltes peculiaritats d'aquesta espècie és que té un sistema digestiu únic entre les aus. Els hoatzins usen fermentació bacteriana a la part davantera de l'estómac per a descompondre el material vegetal que consumeixen, tal com les vaques i altres remugants. A causa d'això, aquest ocell fa una pudor semblant a la dels fems, i només se'l caça com a aliment en temps d'extrema necessitat.

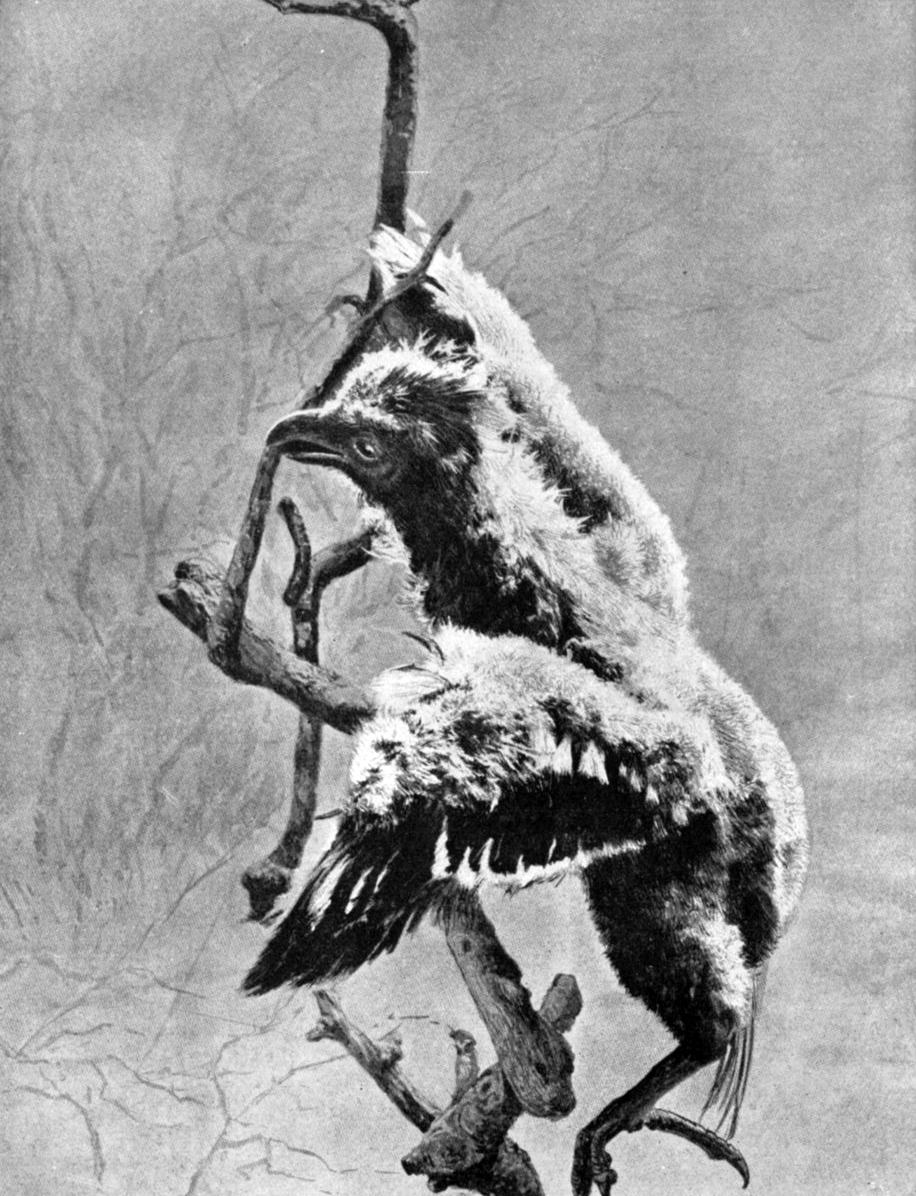
Fotografia (1922) d'un pollet on se li aprecien les urpes i l'ús que en fa.

Els hoatzins són una espècie gregària i fan nius en petites colònies, i ponen entre 2 i 3 ous en un niu de bastons, construït en un arbre que pengi sobre l'aigua. El pollet, que és alimentat a base de pasta vegetal regurgitada pels pares, té un altre tret estrany; té dues urpes en cada ala, que l'ajuden a agafar-se a les branques a mesura que grimpa pels arbres. Això ha portat inevitablement a comparacions amb l'ocell fòssil Archaeopteryx.
Es tracta d'una espècie molt sorollosa, que té una varietat de sons de crida, un dels quals se sol descriure com similar als esbufecs d'un fumador empedreït.